# Veronica Gambara
Veronica Gambara (30 de novembre de 1485, Pralboino, Brescia – 13 de juny de 1530, Correggio) fou una escriptora i humanista, dona d'estadista i líder polític. Va ser governant del comtat de Correggio des de 1518 fins a 1550.
De família noble i distingida, estudià llatí, grec, teologia i filosofia. Es casà amb Gilberto X, senyor de Correggio. L'any 1518 va assumir la governació de l'estat per la mort prematura del seu marit, a més a més de dedicar-se a l'educació dels fills i la literatura. Va ser protectora d'Aretino i Bembo, de qui va rebre influència petrarquista.
La seva obra Rime e lettere (Rimes i cartes) mostra la seva gran formació en lletres. L'any 1759 se'n va fer una primera edició a càrrec de Rizzardi de Brescia, però la segona, de l'any 1879, va ser més completa. Els seus sonets més sensibles són pel dolor que sent per la mort del seu marit i la del poeta Bembo. Hi ha també epistolaris dirigits a Ludovico de Rossi, Agostino Ercolani, Bembo i Aretino, entre d'altres.